# Rahoveci
Rahoveci és un poble i municipi pertanyent al districte de Gjakovë, en l'oest de Kosovo. Té una àrea de 276 km² i conté 35 viles, pel 2003 tenia 23.000 habitants. Entre la seva economia està bastant estesa l'agricultura amb la producció de vegetals i una mica de vinyers